# Pływanie na Letnich Igrzyskach Olimpijskich 2012 – 200 m stylem dowolnym mężczyzn
Wyścig na 200 m stylem dowolnym mężczyzn był jedną z konkurencji pływackich rozgrywanych podczas XXX Igrzysk Olimpijskich w Londynie.
Wyznaczone przez FINA minima kwalifikacyjne wynosiły 1:47.82 (minimum A) oraz 1:51.59 (minimum B).
Mimo iż obrońca tytułu z Pekinu Michael Phelps zakwalifikował się do zawodów w tej konkurencji, nie wystartował w niej. Faworytem konkurencji był Ryan Lochte, który ostatecznie zajął 4 miejsce.
Rywalizacja rozpoczęła się 29 lipca o 10:20 czasu londyńskiego, półfinały rozegrane zostały tego samego dnia o 19:37. Finał konkurencji odbył się dzień później o 19:41.
Mistrzem olimpijskim w tej konkurencji został Francuz Yannick Agnel.

## Statystyka

### Rekordy
Tabela przedstawia rekordy olimpijski, świata oraz poszczególnych kontynentów w tej konkurencji.
| Rekord świata     | Paul Biedermann (GER) | 1:42.00 | Rzym, Włochy     | 28.07.2009 |
| Rekord olimpijski | Michael Phelps (USA)  | 1:42.96 | Pekin, Chiny     | 12.08.2008 |
| Rekord Afryki     | Jean Basson (RPA)     | 1:45.67 | Rzym, Włochy     | 28.07.2009 |
| Rekord Ameryki    | Michael Phelps (USA)  | 1:42.96 | Pekin, Chiny     | 12.08.2008 |
| Rekord Azji       | Park Tae-hwan (KOR)   | 1:44.80 | Kanton, Chiny    | 14.11.2010 |
| Rekord Europy     | Paul Biedermann (GER) | 1:42.00 | Rzym, Włochy     | 28.07.2009 |
| Rekord Oceanii    | Ian Thorpe (AUS)      | 1:44.06 | Fukuoka, Japonia | 25.07.2001 |

### Listy światowe
Tabela przedstawia 10 najlepszych wyników uzyskanych w sezonie 2012 przed rozpoczęciem igrzysk.
| lp. | Zawodnik        | Wynik   | Data        | Miejsce   |
| --- | --------------- | ------- | ----------- | --------- |
| 1.  | Yannick Agnel   | 1:44.42 | 18 marca    | Dunkierka |
| 2.  | Michael Phelps  | 1:45.69 | 9 marca     | Columbus  |
| 3.  | Ryan Lochte     | 1:45.75 | 25 czerwca  | Omaha     |
| 4.  | Takeshi Matsuda | 1:45.96 | 2 kwietnia  | Tokio     |
| 5.  | Sun Yang        | 1:46.05 | 1 kwietnia  | Shaoxing  |
| 6.  | Park Tae-hwan   | 1:46.09 | 13 kwietnia | Daejeon   |
| 7.  | Paul Biedermann | 1:46.27 | 21 maja     | Debreczyn |
| 8.  | Ricky Berens    | 1:46.56 | 25 czerwca  | Omaha     |
| 8.  | Daniła Izotow   | 1:46.56 | 17 kwietnia | Moskwa    |
| 10. | Conor Dwyer     | 1:46.64 | 25 czerwca  | Omaha     |

## Terminarz
| Data                        | Czas  | Runda      |
| --------------------------- | ----- | ---------- |
| Niedziela, 29 lipca 2012    | 10:20 | Eliminacje |
| Niedziela, 29 lipca 2012    | 19:37 | Półfinały  |
| Poniedziałek, 30 lipca 2012 | 19:43 | Finał      |

## Wyniki

### Eliminacje
Do zawodów przystąpiło 41 zawodników. Zostali podzieleni na 6 biegów. Awans uzyskiwało 16 z najlepszymi czasami. Ostatni wynik dający awans wynosił 1:47,97.

#### Bieg 1
| Poz. | Zawodnik              | Wynik   | Uwagi |
| ---- | --------------------- | ------- | ----- |
| 1.   | Nicholas Schwab       | 1:53,41 |       |
| 2.   | Gilles Marquet        | 1:58,91 |       |
| 3.   | Anderson Chee Wei Lim | 2:02,26 |       |

#### Bieg 2
| Poz. | Zawodnik                 | Wynik   | Uwagi |
| ---- | ------------------------ | ------- | ----- |
| 1.   | Matias Koski             | 1:49,84 |       |
| 2.   | Radovan Siljevski        | 1:51,40 |       |
| 3.   | Mario Montoya            | 1:51,66 |       |
| 4.   | Sebastián Jahnsen Madico | 1:52,36 |       |
| 5.   | Jessie Lacuna            | 1:52,91 |       |
| 6.   | Raúl Martínez Colomer    | 1:54,23 |       |

#### Bieg 3
| Poz. | Zawodnik              | Wynik   | Uwagi |
| ---- | --------------------- | ------- | ----- |
| 1.   | Blake Worsley         | 1:48,14 |       |
| 2.   | Nimrod Szapira Bar-Or | 1:48,60 |       |
| 3.   | Cristian Quintero     | 1:48,71 |       |
| 4.   | Glenn Surgeloose      | 1:48,77 |       |
| 5.   | David Brandl          | 1:49,00 |       |
| 6.   | Ahmed Mathlouthi      | 1:49,68 |       |
| 7.   | Tiago Venâncio        | 1:52.36 |       |
| -    | Mads Glæsner          | DNS     |       |

#### Bieg 4
| Poz. | Zawodnik         | Wynik   | Uwagi |
| ---- | ---------------- | ------- | ----- |
| 1.   | Daniła Izotow    | 1:46,61 | Q     |
| 2.   | Robert Renwick   | 1:46,86 | Q     |
| 3.   | Paul Biedermann  | 1:47,27 | Q     |
| 4.   | Grégory Mallet   | 1:47,39 | Q     |
| 5.   | Dominik Meichtry | 1:47,97 | Q     |
| 6.   | Ieuan Lloyd      | 1:48,52 |       |
| 7.   | Clemens Rapp     | 1:48,75 |       |
| 8.   | Marco Belotti    | 1:49,14 |       |

#### Bieg 5
| Poz. | Zawodnik      | Wynik   | Uwagi |
| ---- | ------------- | ------- | ----- |
| 1.   | Sun Yang      | 1:46,24 | Q     |
| 2.   | Ryan Lochte   | 1:46,45 | Q     |
| 3.   | Ricky Berens  | 1:47,07 | Q     |
| 4.   | Dominik Kozma | 1:47,18 | Q     |
| 5.   | Brett Fraser  | 1:47,74 | Q     |
| 6.   | Li Yunqi      | 1:48,72 |       |
| 7.   | Ben Hockin    | 1:48,91 |       |
| 8.   | Dion Dreesens | 1:49,00 |       |

#### Bieg 6
| Poz. | Zawodnik              | Wynik   | Uwagi |
| ---- | --------------------- | ------- | ----- |
| 1.   | Yannick Agnel         | 1:46,60 | Q     |
| 2.   | Park Tae-hwan         | 1:46,79 | Q     |
| 3.   | Kenrick Monk          | 1:46,94 | Q     |
| 4.   | Sebastiaan Verschuren | 1:47,31 | Q     |
| 5.   | Thomas Fraser-Holmes  | 1:47,50 | Q     |
| 6.   | Artiom Łobuzow        | 1:47,91 | Q     |
| 7.   | Matthew Stanley       | 1:48,19 |       |
| 8.   | Shaune Fraser         | 1:48,53 |       |

### Półfinały

#### Półfinał 1
| Poz. | Zawodnik         | Wynik   | Uwagi |
| ---- | ---------------- | ------- | ----- |
| 1.   | Paul Biedermann  | 1:46,10 | Q     |
| 2.   | Ryan Lochte      | 1:46,31 | Q     |
| 3.   | Robbie Renwick   | 1:46,65 | Q     |
| 4.   | Daniła Izotow    | 1:46,65 | Q     |
| 5.   | Ricky Berens     | 1:46,87 |       |
| 6.   | Brett Fraser     | 1:47,01 |       |
| 7.   | Grégory Mallet   | 1:47,56 |       |
| 8.   | Dominik Meichtry | 1:48,25 |       |

#### Półfinał 2
| Poz. | Zawodnik              | Wynik   | Uwagi |
| ---- | --------------------- | ------- | ----- |
| 1.   | Sun Yang              | 1:45,61 | Q     |
| 2.   | Yannick Agnel         | 1:45,84 | Q     |
| 3.   | Park Tae-hwan         | 1:46,02 | Q     |
| 4.   | Thomas Fraser-Holmes  | 1:46,80 | Q     |
| 5.   | Dominik Kozma         | 1:46,93 |       |
| 6.   | Sebastiaan Verschuren | 1:46,95 |       |
| 7.   | Kenrick Monk          | 1:47,38 |       |
| 8.   | Artiom Łobuzow        | 1:48,26 |       |

### Finał
| Poz. | Zawodnik             | Wynik   | Uwagi |
| ---- | -------------------- | ------- | ----- |
|      | Yannick Agnel        | 1:43,14 | NR    |
|      | Sun Yang             | 1:44,93 |       |
|      | Park Tae-hwan        | 1:44,93 |       |
| 4.   | Ryan Lochte          | 1:45,04 |       |
| 5.   | Paul Biedermann      | 1:45,53 |       |
| 6.   | Robbie Renwick       | 1:46,53 |       |
| 7.   | Thomas Fraser-Holmes | 1:46,93 |       |
| 8.   | Daniła Izotow        | 1:47,75 |       |